# Morti nel 1076
| Questa pagina contiene informazioni ricavate automaticamente dalle voci biografiche con l'ausilio del template Bio e di un bot. L'aggiornamento è periodico e automatico e ricostruisce completamente la pagina. Se manca una persona in questa lista, sei pregato di non aggiungerla, ma accertati piuttosto che la sua voce biografica contenga il template Bio e che i dati anagrafici siano correttamente compilati. Se il template Bio manca, inseriscilo tu stesso o, in alternativa, metti l'avviso {{tmp\|Bio}} che ne segnala la mancanza. Se i dati riportati sono sbagliati, correggi direttamente la voce biografica; le modifiche saranno visibili in questa lista entro pochi giorni. Per chiarimenti vedi il progetto biografie. La lista contiene solo le 13 persone che sono citate nell'enciclopedia e per le quali è stato implementato correttamente il template Bio. Pagina aggiornata al 10 giu 2025. |

- 22 febbraio - Goffredo il Gobbo, nobile
- 2 marzo - Gagik II, sovrano armeno
- 21 marzo - Roberto I di Borgogna, conte
- 18 aprile - Beatrice di Lotaringia, nobile (n. 1019)
- 27 aprile - Guglielmo I di Utrecht, vescovo cattolico olandese
- 28 aprile - Sweyn II di Danimarca, re danese
- 26 maggio - Raimondo Berengario I di Barcellona, conte (n. 1023)
- 31 maggio - Waltheof II di Northumbria, nobile inglese (n. 1050)
- 4 giugno - Sancho IV Garcés di Navarra, re (n. 1039)
- 27 dicembre - Svjatoslav II di Kiev, principe (n. 1027)
- Markwart IV, nobile tedesco
- Giuditta d'Evreux, nobildonna normanna
- Adimaro di Capua, cardinale italiano